# آیدا رد (فیلم)
آیدا رد (انگلیسی: Ida Red) یک فیلم درام جنایی آمریکایی محصول سال ۲۰۲۱ به نویسندگی و کارگردانی جان سوب و با بازی ملیسا لیو، فرانک گریلو و جاش هارتنت است.
این فیلم نخستین بار در جشنواره فیلم لوکارنو در ۱۱ اوت ۲۰۲۱ به‌صورت جهانی اکران شد و در ۵ نوامبر ۲۰۲۱ نیز توسط صبان فیلمز در ایالات متحده منتشر شد.

## داستان
آیدا «رِد» واکر (با بازی ملیسا لئو)، مادر تبهکار یک خانوادهٔ جنایتکار، در زندان در حال پوسیدن است. او بیوه شده، چون همسرش در جریان همان عملیاتی کشته شد که به دستگیری‌اش انجامید. حالا که به سرطان مبتلا شده، می‌خواهد در آزادی بمیرد. بنابراین، هم برای آزادی مشروط نقشه می‌کشد و هم—مطابق عادت قدیمی‌اش—برای یک سرقت.
پسرش، وایت (جاش هارتنت)، تبهکاری حرفه‌ای اما بااخلاق است، و برادرش، دالاس (فرانک گریلو)، روان‌پریشی خشن. دخترش جینی (دبورا ان وول) نیز به خاطر ازدواج با یک افسر پلیس ساده‌دل و مهربان به نام بادی کالیِر (جورج کارول) از آیدا دوری می‌کند. دختر نوجوان و یاغیِ آن‌ها، دارلا (سوفیا هابلتیز)، جذب عمویش وایت شده و با یک جوان بی‌سروپا به نام پیتی (نیکلاس سیریلو) رابطهٔ عاشقانه دارد.
وایت پس از شکست در سرقت یک کامیون درگیر مشکلات فراوانی است، و مأمور ویژهٔ عبوس اف‌بی‌آی، لارنس تویلی (ویلیام فورسایت)، که با کالیِر همکاری می‌کند، رد او را گرفته است. در این میان، دالاس که خود را «پاک‌کن» ماجرا می‌داند، به‌طرز بی‌رحمانه‌ای کسانی را که باعث این شکست شده‌اند یا بستگانشان را می‌کشد.

## بازیگران
- ملیسا لیو در نقش آیدا «رد» واکر[۲]
- فرانک گریلو در نقش دالاس واکر[۳]
- جاش هارتنت در نقش وایات واکر[۲]
- سوفیا هابلیتس در نقش دارلا واکر[۲]
- دبورا آن ول در نقش جینی واکر[۲]
- مارک بون جونیور در نقش بنسون دراموند[۲]
- اسلین در نقش بادی کالیر[۳]
- ویلیام فورسایت در نقش لارنس تویلی[۲]
- کمال نپ در نقش جی[۴]
- نیکلاس سیریلو در نقش پیتی[۵]
- جان سوب در نقش جری

## تولید
فیلمبرداری ابتدایی این فیلم در اوت و سپتامبر ۲۰۲۰ در تالسا، اکلاهما انجام شد.

## انتشار
این فیلم نخستین بار در جشنواره فیلم لوکارنو در ۱۱ اوت ۲۰۲۱ به‌صورت جهانی اکران شد. این فیلم اولین نمایش خود در آمریکای شمالی را نیز در اوت ۲۰۲۱ در جشنواره بین‌المللی فیلم فنتیژا تجربه کرد. پیش از این، صبان فیلمز حقوق پخش فیلم را در ایالات متحده و بریتانیا به‌دست آورده‌بود.